# Метін2
Метін 2 (англ. Metin 2) — це багатокористувацька рольова онлайн-гра (MMORPG), розроблена Ymir Entertainment (зараз належить Webzen Games). Першочергово гра випущена в Південній Кореї в 2004 році, згодом з'явилася в країнах Європи та Сполучених Штатах Америки. Інтерфейс гри доступний 16 мовами.

## Світ гри
Падіння каменів-метінів залишило глибокі рани на колись квітучих землях Бога-Дракона. Війна спалахнула між імперіями. Дикі тварини перетворилися на лютих потвор, а мертві повернулися до життя у вигляді кровожерливих демонів.

### Ігрові класи
Гравцю пропонується вибір між 5 ігровими класами:
1. Воїн. Має дві спеціальності: духовний бій (виділяється сильним захистом) та фізичний бій (характеризується динамічним стилем).
2. Сура. Чорний маг підійде більше тим, кому цікавий PvP-режим (гравець проти гравця), а сура-зброяр виділяється силою в PvM-режимі (гравець проти монстра).
3. Ніндзя. Також має два підкласи: ніндзя-лучник використовує свої вміння на відстані, часто користується луком, а ніндзя-кенжал сильний в бою на близькій відстані, володіє швидкістю та непомітністю.
4. Шаман. Використовують заклинання та магію для атаки своїх ворогів. Залежно від направленості атаки на ворога чи допомозі своїм союзникам виокремлюються два підкласи: шаман цілющої сили (використовує свої вміння для атаки суперника та зцілення союзника) та шаман сили дракона (володіє атакувальними вміннями масового характеру та заклинаннями збільшення сили навиків свого партнера).
5. Лікан. Володіє різноманітними вміннями ведення бою на ближній відстані проти суперника[1].